# Illa de Manresa
L'illa de Manresa és una antiga illa situada a Norwalk, Connecticut, a la desembocadura del port de Norwalk al Long Island Sound. El nom més antic d'aquesta forma de terra fou Boutons Island, que data del 1664. Al segle xix, l'illa havia estat comprada per John H. Keyser, que hi vivia i conreava vegetació especial. Va construir un camí de trànsit el 1860, connectant l'illa amb la part continental del sud de Norwalk. Això va donar lloc al nom d'Illa Keyser, que va ser venuda als jesuïtes cap a finals de segle.
A l'illa, els jesuïtes hi van establir l'Institut Manresa, que era l'únic centre de retir originat per un creixent moviment de retir laic als Estats Units, acollia tant a persones laics com a destacats prelats catòlics. L'institut va rebre el nom de la ciutat de Manresa a Catalunya, en la qual Sant Ignasi de Loiola, el fundador de la Societat de Jesús, va escriure els seus Exercicis Espirituals. El 1911, els jesuïtes van vendre l'illa Keyser, que va canviar el nom a illa de Manresa a mitjans del segle xx.
A la dècada de 1950, Connecticut Light & Power va construir una planta elèctrica funcionant amb carbó. Amb els anys, la companyia va omplir gran part de les maresmes que envolta l'illa amb cendra de carbó, augmentant considerablement la mida de l'illa des de les seves 23 acre originals (9,3 hectàrees) fins a les 144 acres (58 hectàrees) i provocant una important contaminació del sòl.. El 1972, la planta es va convertir a combustible líquid i es va produir un vessament de petroli, perjudicant el medi ambient circumdant. La planta va ser venuda a NRG Energy el 1999 però va ser greument danyada per l'huracà Sandy el 2012, fet pel que es va tancar definitivament el 2013. Una part de la superfície actual és un hàbitat marí poc desenvolupat i ecològicament important.

## Història
Els primers registres de l'illa daten del 1664, quan era coneguda com a Boutons Island. Situada al Long Island Sound, a la desembocadura del port de Norwalk, l'illa forma part de la ciutat de Norwalk, Connecticut. Està situat davant del port de la històrica platja de pastures dels vedells.
L'illa era propietat de John H. Keyser, que vivia a l'illa, donant lloc al seu nom posterior de Keyser Island. El 1860, va gastar milers de dòlars per construir un carrer d'accés a la marjal per connectar-lo a la part continental, permetent que els carruatges es creessin des del sud de Norwalk. Va desenvolupar l'illa com a parc, omplint-la d'arbres i vegetació rars i construint un hivernacle. Keyser va vendre l'illa a la Companyia de Jesús, el 1888 o el 1889

### Institut Manresa

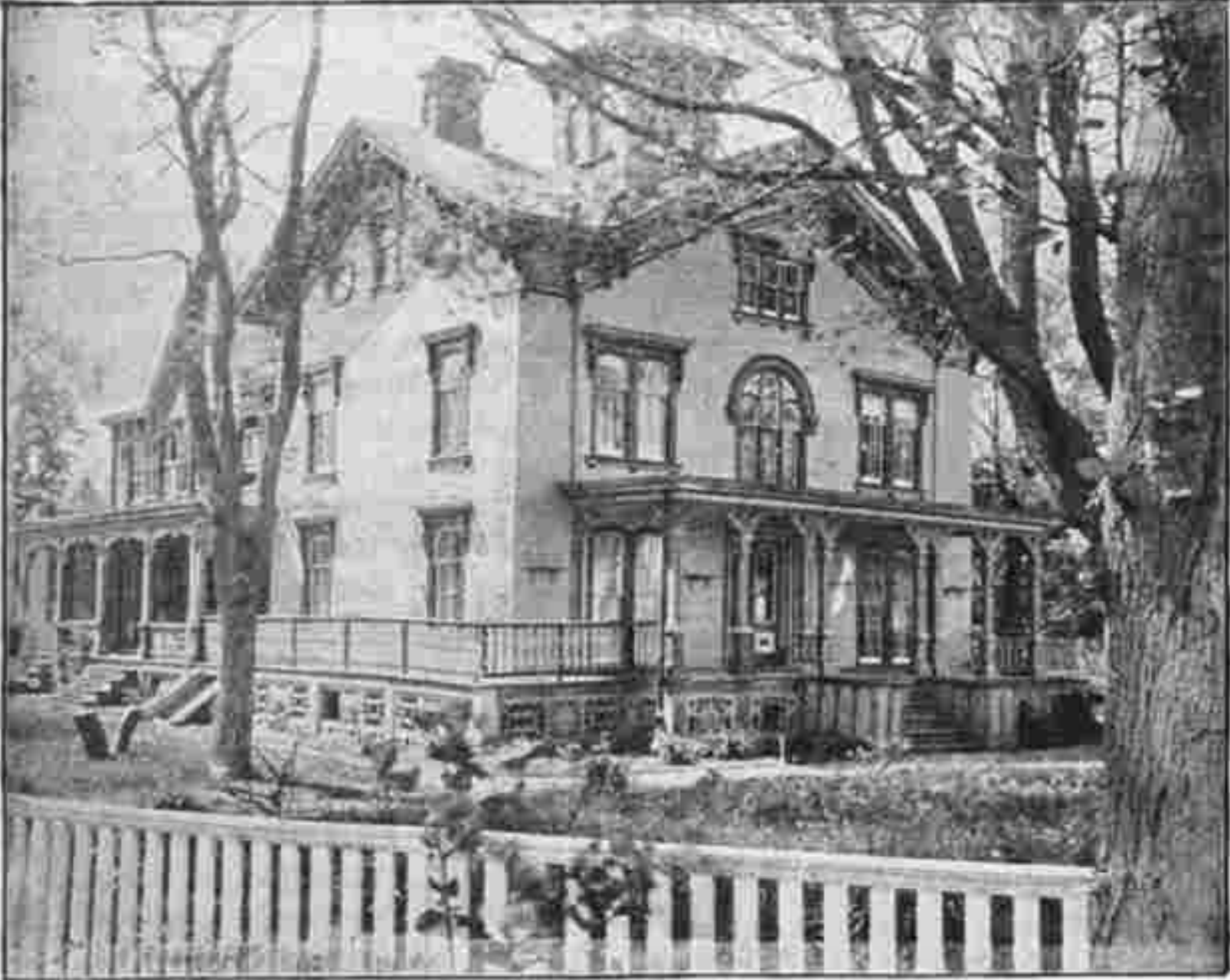
Casa de Manresa (esquerra) i pavelló (dreta) de l'Institut Manresa de l'illa Keyser, cap al 1896

Amb un interès creixent pels exercicis espirituals per a laics al voltant del tombant del segle xix, el superior provincial de la província de Maryland-Nova York de la Societat de Jesús, Joseph Hanselman, va demanar el P. Terence Shealy la creació d'un centre per acollir-los. Els retir es dissenyaran per a una àmplia gamma de persones, des de treballadors a banquers i independentment de la capacitat de pagament. Shealy va començar a acollir retirs, durant els estius, a la Fordham University, on era profesor a l' Escola de Dret,. Com que els retirs només es podien produir a Fordham quan les classes no eren a la sessió, es va buscar una ubicació més apartada i permanent. Keyser Island va ser seleccionada com un lloc que oferia una tranquil·litat més gran per a la reflexió. Finalment, els retirs van ser portats definitivament de Fordham a Keyser Island.
Els jesuïtes van inaugurar formalment l'Institut Manresa a l'illa Keyser el 21 d'abril de 1889 (diumenge de Pasqua), com l'única instal·lació dels Estats Units dedicada únicament a acollir retirs. L'institut va rebre el nom de la ciutat espanyola de Manresa, on Sant Ignasi de Loiola, fundador de la Companyia de Jesús el segle xvi, va escriure els Exercicis Espirituals. En el moment en què es va fundar el centre de retir, l'àrea urbana de South Norwalk es trobava a dues milles de distància, i la zona estava molt apartada. A part dels jesuïtes que van administraven els retirs, l'illa de 9,3 hectàrees estava deshabitada. Els jesuïtes van construir un edifici primari, anomenat Casa Manresa, des del qual es dirigien els exercicis, així com dues petites cases .
El centre es va convertir en una institució de retir important, on els recentment nomenats bisbes de Brooklyn, Albany, Ogdensburg i Hartford es van preparar per a la seva ordenació com a bisbes. El 1911, Shealy va decidir traslladar l'Institut Manresa a Staten Island, on va comprar la Fox Hill Villa a prop de Fort Wadsworth. El centre de retir va continuar funcionant a Staten Island com a Manresa Mountain, fins al 1927. L'Illa Keyser va continuar essent coneguda amb aquest nom, fins al voltant de la Segona Guerra Mundial, quan el seu nom es va convertir oficialment en illa de Manresa.

## Central elèctrica
Els jesuïtes van vendre l'illa, i el 1953, la Comissió de Zonatge de Norwalk va aprovar la construcció d'una central elèctrica a carbó per part de Connecticut Light & Power a l'illa. Malgrat l'oposició dels veïns locals, la planta va ser construïda i posada en servei el 1960. Un important vessament de combustible es va produir el 1969, causant importants danys ecològics a la platja de Village Creek i a les maresmes circumdants. Aquest mateix any, la planta va construir una línia de transmissió sota el Long Island Sound, connectant-la amb Long Island. Cap al 1972, la planta havia estat convertida per utilitzar petroli en lloc de carbó. Com a resposta a la Llei de conservació i recuperació de recursos, el primer reconeixement oficial dels danys ecològics causats per la planta a la zona circumdant es va fer el 1980. A finals dels anys 90, l'illa i la planta havien quedat molt contaminades.
El 1999, la central va ser comprada per NRG Energy, que va continuar fen funcionar la instal·lació. Quan l' huracà Sandy va atacar el 2012, gairebé tota l'illa va quedar inundada. Com a conseqüència dels danys, la central va ser tancada el juny de 2013. Amb el tancament de la planta, s'estan discutint entre l'estat, les comunitats locals i el propietari de la planta sobre com desmantellar la instal·lació i com poder utilitzar amb normalitat l'illa de Manresa, incloent una solució per eliminar la important contaminació del sòl.

### Creixement físic de l'illa
Mentre que l'illa original de Keyser tenia només 23,3 hectàrees, l'illa va experimentar una expansió important al llarg dels anys, amb un creixement dramàtic durant les dècades posteriors a la construcció de la central. El primer farciment dipositat va ser probablement excavat del terra durant la construcció de la central elèctrica i pel dragatge proper. L'encarregat significatiu de terres va derivar en la diferenciació de dues parcel·les. La parcel·la del nord és terra no desenvolupada, i es va crear quan Connecticut Light & Power va rebre el permís per dipositar allà grans quantitats de cendra de carbó, que era un subproducte de l'operació de la central elèctrica. La parcel·la meridional, que conté l'illa original, molt més petita, acull la central elèctrica i la infraestructura de suport, i també una subestació elèctrica. Tenint en compte l'ompliment periòdic dels pantans circumdants, la parcel·la sud és avui de 19 hectàrees i la parcel·la nord és de 39 hectàrees, donant a tota la parcel·la una superfície d'aproximadament 58 hectàrees.

## Biodiversitat
La part poc desenvolupada de l'illa de Manresa, que consisteix en un bosc costaner i estuaris intermareals, és un dels últims hàbitats marins no urbanitzats de la costa del comtat de Fairfield. També conté diverses zones humides ecològicament importants. Aquests hàbitats són un lloc de cria per a aus migratòries i acullen prop de 200 espècies d'aus. Les aigües del voltant de l'illa de Manresa es designen com a hàbitats essencials per a diverses espècies de peixos.